# Хехт, Гарольд
Гарольд Хехт (англ. Harold Hecht; 1 июня 1907, Манхэттен, Нью-Йорк — 26 мая 1985 или 25 мая 1985, Беверли-Хиллз, Калифорния) — американский кинопродюсер, хореограф-постановщик. Член Академии кинематографических искусств и наук и Гильдии продюсеров Америки.

## Биография
Гарольд Хехт родился в семье Джозефа Хехта и Роуз (урожденной Леви) Хехт. Его отец родился 17 ноября 1882 года в Австрии. В возрасте семнадцати лет, нанявшись матросом, он иммигрировал в США в январе 1899 года. Оказавшись в Нью-Йорке, работал на строительстве и в итоге перешел на должность строительного подрядчика. Его мать родилась 18 января 1882 года в Австрии. Джозеф и Роуз поженились в Нью-Йорке в 1906 году, у них родилось двое детей: Гарольд и Джанет.
В ноябре 1923 года Ричард Болеславский, русский иммигрант и бывший ученик Константина Станиславского, открыл American Laboratory Theatre (ALT) — первое учебное заведение в Соединенных Штатах, где преподавалась система актерского мастерства Станиславского. Одним из первых учеников, поступивших в ALT, был Гарольд Хехт. Там он учился и играл в пьесах с Ли Страсбергом, Стеллой Адлер, Гарольдом Кларманом, Энн Ривер, Ленор Ромни и Фрэнсисом Фергюссоном. В школе Хехт больше всего интересовался хореографией. Под руководством Болеславского он также работал и в качестве ассистента в разных бродвейских постановках. В 1929 году Болеславский уехал в Голливуд, а Хехт продолжил посещать Лабораторию, которую возглавили Мария Успенская и Мария Германова. После закрытия Американского театра лаборатории весной 1930 года Хехт продолжил работать на Бродвее в качестве танцовщика и хореографа до конца 1931 года. В течение этого периода он работал с Михаилом Мордкиным, Мартой Грэм, Джорджем Уайтом и Альбертиной Раш.
Во время своего первого пребывания в Голливуде в начале и середине 1930-х годов Хехт был одним из ведущих режиссеров, работая с братьями Маркс, Мэй Уэст, Бингом Кросби, Кэри Грантом, Гэри Купером, Морисом Шевалье и Марион Дэвис. В 1947 году Хехт с актёром Бертом Ланкастером, который был так же его деловым партнёром, стал соучредителем независимой кинокомпании Norma Productions. С 1954 по 1959 год, когда большая студийная система была в депрессии, дочерние компании Norma Productions, Hecht-Lancaster Productions и Hecht-Hill-Lancaster Productions, были первыми и одними из самых главных независимых производственных подразделений в Голливуде.
В 1946 году Хехт основал свою собственную компанию Harold Hecht Productions и открыл новый офис в Голливуде. Новая компания начала заниматься производством фильмов.

## Премии и награды
На двадцать восьмой церемонии вручения премии Оскар в 1956 году Хехт победил в номинации «За лучший фильм» с фильмом «Марти», который был выпущен Hecht-Lancaster Productions в 1955 году. Через три года ещё один его фильм «За отдельными столиками» производства Хехт-Хилл-Ланкастер 1958 года был номинирован на премию «Оскар». Но за этот фильм Хехт получил Оскара только в номинации «За лучшую женскую роль второго плана» (Уэнди Хиллер). Бродвейская игровая версия «За отдельными столиками», поставленная Hecht-Lancaster Productions, была номинирована на премию «Тони» за лучшую пьесу в апреле 1957 года. В ноябре 1959 года, президент США Дуайт Эйзенхауэр выбрал Хехта для сопровождения комитета по программе культурного обмена в поездке в Россию.
Четырнадцать фильмов Хехта, где он был продюсером, и еще два, в которых он был хореографом, были номинированы на следующие премии: Оскар, Золотой глобус, Премия Британской Академии в области кино (BAFTA), Бодиль, Премия Гильдии режиссёров Америки, Премия Гильдии сценаристов США, Национальный совет кинокритиков США, Давид ди Донателло, Бэмби, Каннский кинофестиваль, Венецианский кинофестиваль, Берлинский кинофестиваль. Три фильма Гарольда Хехта были признаны культурно значимыми и помещены Национальным Советом по сохранению фильмов в Библиотеку Конгресса; «Сладкий запах успеха» (в 1993), «Марти» (в 1994) и «Она обошлась с ним нечестно» (в 1996).

## Избранная фильмография
- Lady and Gent, режиссёр Стивен Робертс (1932);
- Она обошлась с ним нечестно, режиссёр Лоуэлл Шерман (1933);
- The Flame and the Arrow, режиссёр Жак Турнёр (1950);
- Марти, режиссёр Делберт Манн (1955);
- The Kentuckian, режиссёр Берт Ланкастер (1955);
- Трапеция, режиссёр Кэрол Рид (1956);
- Сладкий запах успеха, режиссёр Александр Маккендрик (1957);
- За отдельными столиками, режиссёр Делберт Манн (1958);
- Юные дикари, режиссёр Джон Франкенхаймер (1961);
- Любитель птиц из Алькатраса, режиссёр Джон Франкенхаймер (1962);
- Кэт Баллу, режиссёр Эллиот Силверштейн (1965);
- The Way West, режиссёр Эндрю В. Маклаглен (1967).